# Rivière Saint-Jean (Lavaltrie)
Pour les articles homonymes, voir Saint-Jean et Rivière Saint-Jean.
La rivière Saint-Jean est un cours d’eau se déversant sur la rive nord du fleuve Saint-Laurent à Lavaltrie, dans la municipalité régionale de comté (MRC) de D’Autray, dans la région administrative de Lanaudière, au Québec, au Canada.
Le cours de cette rivière descend vers le sud-ouest sur la plaine du Saint-Laurent en traversant des zones forestières puis agricoles dans Lanoraie, puis dans Lavaltrie. Cette rivière coule entre l’autoroute 40 et la rive nord du fleuve Saint-Laurent, en contournant le village de Lanoraie par le nord-Ouest. En fin de cours, la rivière bifurque vers le sud en contournant le village de Lavaltrie, puis vers l’est.
Le cours supérieur de la rivière Saint-Jean est généralement accessible par le chemin du rang Saint-Jean-Baptiste (côté sud-est), le chemin du rang du Cavreux (côté nord-ouest) et le chemin de Joliette. La partie inférieure est surtout accessible par le chemin du rang Saint-Jean Nord-Est (devenant le chemin du rang du golf) et le chemin Saint-Jean Sud-Est.

## Géographie
La rivière Saint-Jean prend sa source de ruisseaux forestiers, sur le côté sud-est de l’autoroute 40, dans Lavaltrie.
Cette source est située à 5,3 km au nord-ouest de la rive nord du fleuve Saint-Laurent, à 5,4 km au nord-ouest du centre du village de Lanoraie, à 6,8 km à l'est du centre du village de Saint-Thomas).
La rivière Saint-Jean coule sur 21,5 km, selon les segments suivants :
- 2,4 km vers le sud-est dans Lanoraie, jusqu’à un ruisseau (venant du nord-est) ;
- 2,5 km vers le sud-ouest, jusqu’au chemin de Joliette ;
- 5,2 km vers le sud-ouest, jusqu’à la confluence de la rivière Saint-Antoine (venant du sud-ouest) ;
- 3,2 km vers le sud, jusqu’à la limite de la municipalité de Lavaltrie ;
- 3,3 km vers le sud-ouest, jusqu’au pont de la route 131 ;
- 3,7 km vers le sud, jusqu’à la route 138 ;
- 1,8 km vers le nord-est, jusqu’à la confluence de la rivière[2].

La rivière Saint-Jean se déverse sur la rive nord-ouest du fleuve Saint-Laurent au cœur de Lavaltrie, entre l’île Mousseau et l’île Hervieux. La confluence de la Rivière Saint-Jean est située à :
- 22,0 km en aval de la confluence de la rivière-des-Prairies ;
- 10,4 km en amont du centre du village de Lanoraie.

## Toponymie
Le toponyme rivière Saint-Jean a été officialisé le 5 décembre 1968 à la Commission de toponymie du Québec.